# Droga wojewódzka 348
Die Droga wojewódzka 348 (DW 348) ist eine ehemalige, 2022 zur droga powiatowa (Kreisstraße) abgestufte, drei Kilometer lange droga wojewódzka (Woiwodschaftsstraße) in der polnischen Woiwodschaft Niederschlesien, die Małuszów mit der Autostrada A 4 in Pietrzykowice verbindet. Die Strecke liegt im Powiat Wrocławski.

## Streckenverlauf
Woiwodschaft Niederschlesien, Powiat Wrocławski
-  Pietrzykowice (Polnisch Peterwitz) (A 4, DW 347)
-  Biskupice Podgórne (Bischwitz am Berge) (DK 35, DW 344)
-  Małuszów (Malsen) (DK 35)